# Lourdeskapelle (Fridolfing)

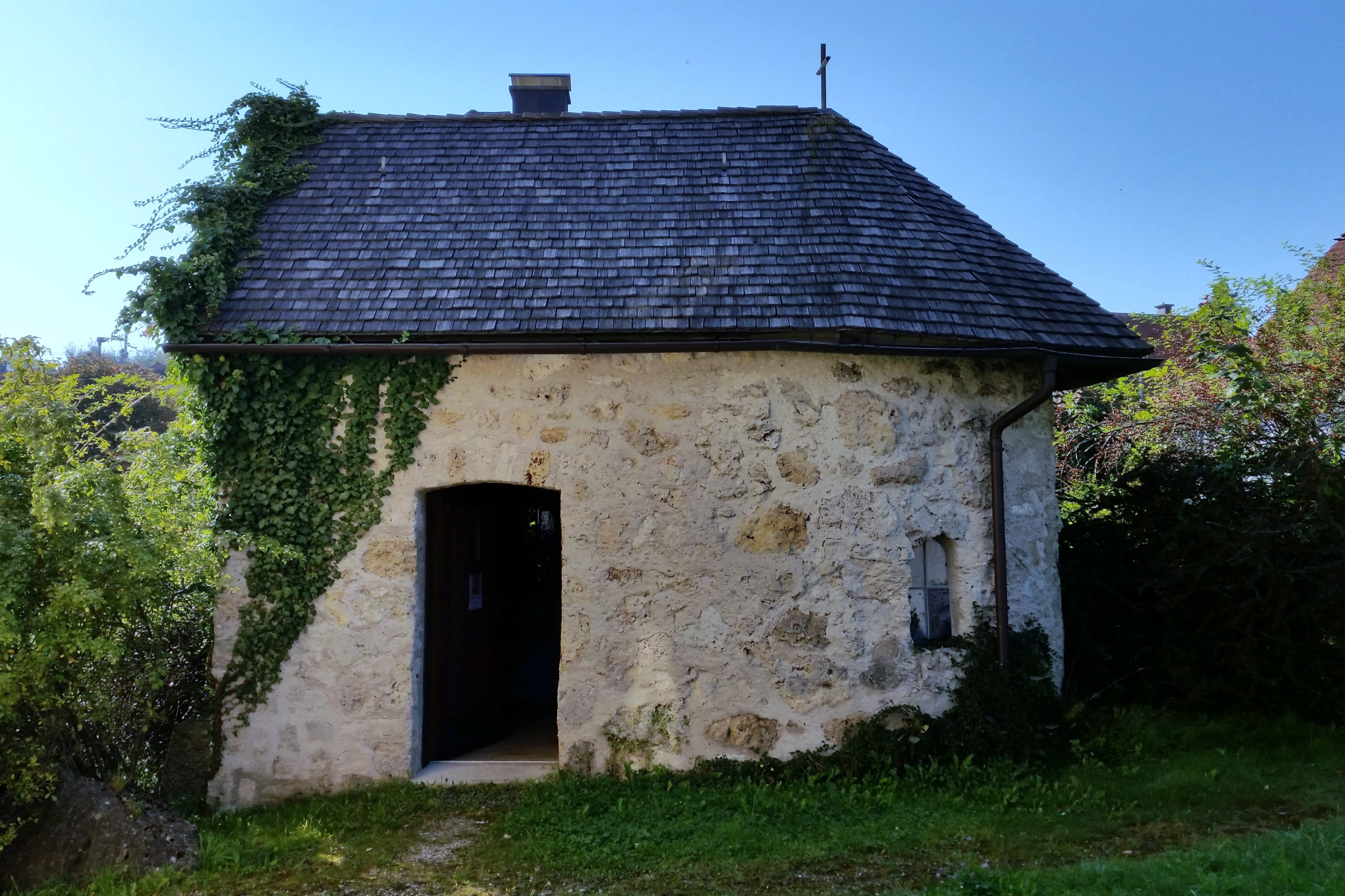
Lourdeskapelle in Fridolfing

Die Lourdeskapelle in Fridolfing, einer Gemeinde im oberbayerischen Landkreis Traunstein, wurde um 1893/95 errichtet. Die Kapelle an der Hadrianstraße 28 ist ein geschütztes Baudenkmal.
Die Kapelle südwestlich des ehemaligen Pfarrhofes entstand als Erinnerungsbau für die abgebrochene Pfarrkirche aus deren Abbruchmaterial. 1998/99 wurde bei den Renovierungsarbeiten der Zugang von der Südseite nach Norden verlegt.
Die halbrunde Apsis enthält im Inneren eine Lourdesgrotte.